# علندى كبيرة
العلندى الكبيرة أو الفدر الكبير أو العلندة أو القعود الكبير (باللاتينية: Ephedra major) نوع نباتي من جنس العلندى يتبع الفصيلة العلندية من شعبة الجنتويات.

## الموئل والانتشار
موطنها بلاد الشام والمغرب العربي وقبرص وتركيا والقوقاز وجنوب أوروبا.